# Viaduc de Serrouville
Le viaduc de Serrouville est un viaduc ferroviaire français de la ligne de Valleroy-Moineville à Villerupt-Micheville sur le territoire de la commune de Serrouville, dans le département de Meurthe-et-Moselle, en région Grand-Est.
Mis en service en 1904, il est situé sur une section de ligne fermée à tout trafic.

## Situation ferroviaire
Le viaduc de Serrouville sur la Crusnes est situé au point kilométrique (PK) 354,020 de la ligne de Valleroy-Moineville à Villerupt-Micheville (fermée), entre la gare de Serrouville au PK 353,2 et la gare de Tiercelet - Villers-la-Montagne, au PK 362,6. 

## Histoire
Le projet d'un viaduc ferroviaire sur la Crusnes est présent dans la demande de concession présentée par la Compagnie des chemins de fer de l'Est (Est) le 19 août 1893. Cet ouvrage d'une longueur de 230 mètres est compris dans l'avant-projet d'un « chemin de fer à voie normale destiné à desservir les bassins houillers de Longwy - Villerupt et Briey ». Ce projet rencontre de fortes résistances de la part des militaires, et du ministre des Travaux publics, alors qu'il est soutenu par le corps des ingénieurs du contrôle. Ce n'est que le 24 septembre 1897 que le ministre prend position pour le projet de 1893 : « les intérêts de la défense ne s'opposent pas à l'exécution à voie normale d'un chemin de fer de Briey à Audun-le-Roman, Hussigny et Villerupt, (...) M. le directeur du Génie de Reims sera invité à donner une adhésion directe à l'avant-projet du 19 août 1893... ».
Les enquêtes réglementaires sont ouvertes par le préfet en 1898, elles permettent la signature en 1899 d'une convention, entre le Ministre et la Compagnie de l'Est, pour une concession « à titre définitif ». La loi du 12 avril 1900 déclare d'utilité publique (DUP) la ligne, et confirme la convention les chantiers vont pouvoir débuter. 
Celui de la construction du viaduc ouvre en 1902. Le procédé choisi est conforme à un « concept développé par Eiffel ». Il consiste en un tablier métallique composées de travées posées sur les têtes de pont et des piles en maçonnerie. Les échafaudages en bois utilisés pour la construction du pont sont construits par M. Dupéroux.
Le 6 avril 1906, un accident a lieu sur le chantier, un échafaudage, haut de 40 m s'ouvre par le milieu et s'écroule. Six ouvriers y travaillaient à la pose du tablier métallique, deux ayant réussi à s'accrocher à un point fixe sont récupérés sans blessures, mais les quatre autres : « Alfred Laner, âgé de vingt-quatre ans ; Raymond Sablé, trente-deux ans ; Pierre François et Joseph Souquet, tous deux âgés de trente-cinq ans » sont tués.

Le viaduc en construction
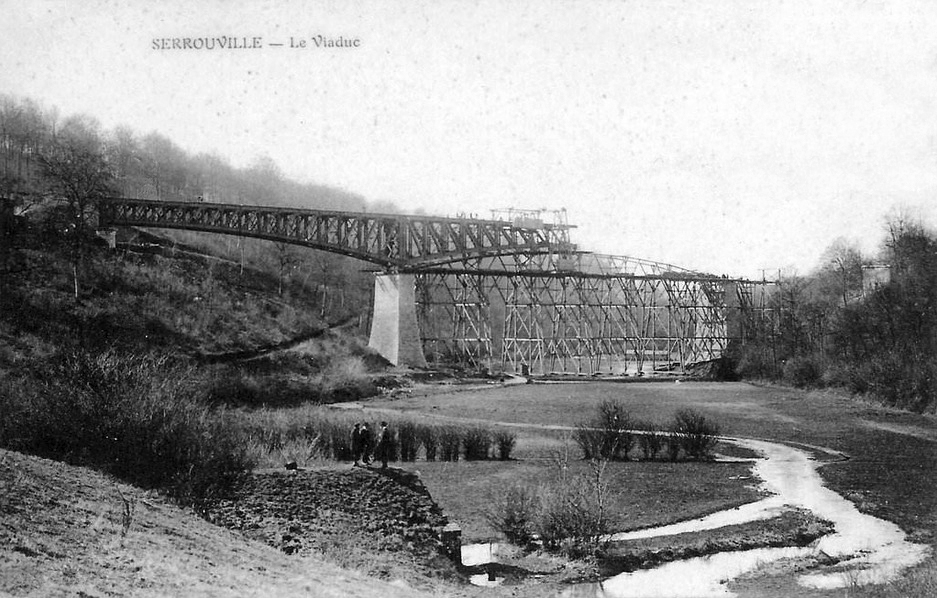
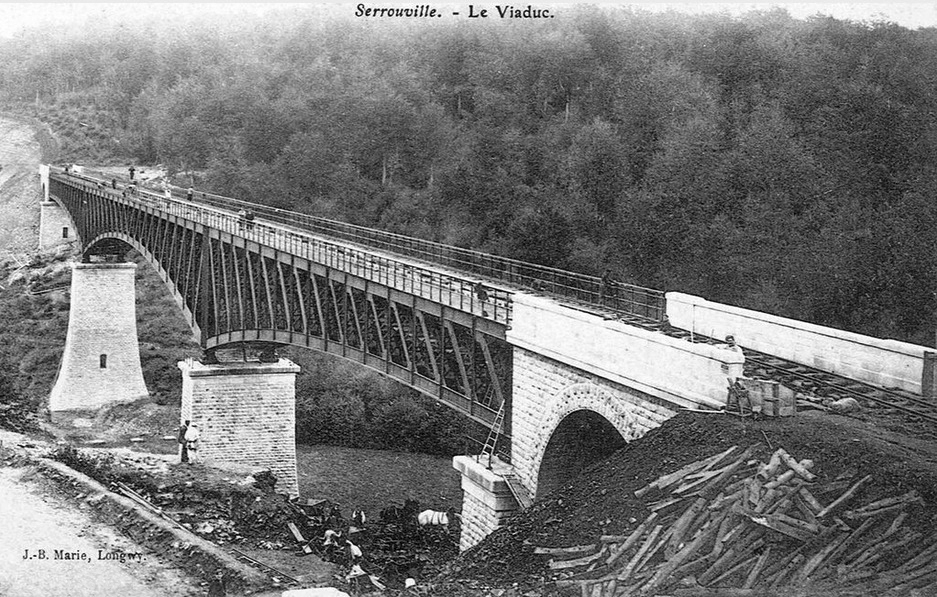
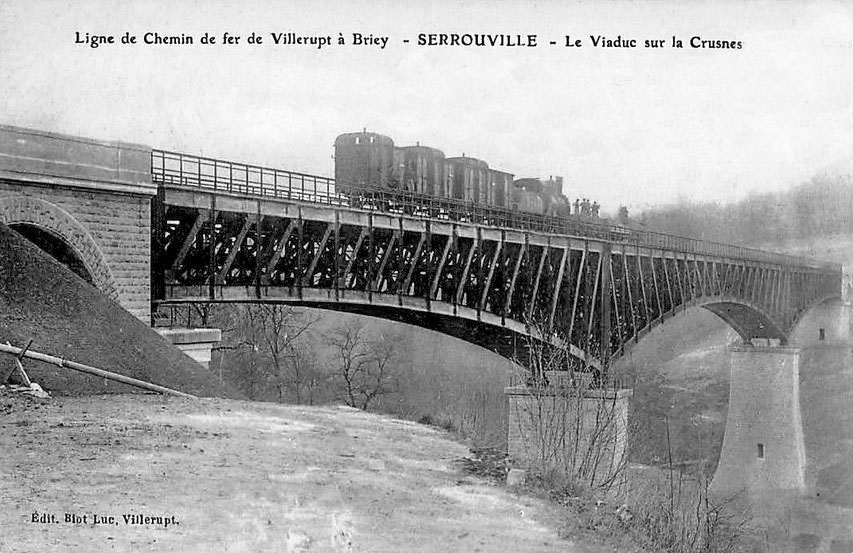

En mai 1914, le chantier de la « peinture du tablier » du pont est adjugé à M. Demoulin, de Reims, pour la somme de 16 000 francs.
En 1940, les troupes françaises, en retraite devant l'armée allemande, détruisent le viaduc qui ne sera reconstruit, à l'identique, qu'en 1949.

## Caractéristiques
La partie métallique viaduc est réalisée à l'origine par la Société des ponts et travaux en fer. Long de 210 m, il dispose d'un tablier composé de trois travées, qui repose sur les deux têtes de pont et deux piles réalisées en maçonnerie. La travée du centre, la plus longue, a une portée de 90 m et surplombe la rivière à une hauteur de 33 m.

## Patrimoine ferroviaire
En 2025, le pont est en bon état apparent, il est hors service mais est toujours équipé de sa voie unique.